# Nishi, Sapporo
Nishi (西区 Nishi-ku) là quận thuộc thành phố Sapporo, phó tỉnh Ishikari, Hokkaidō, Nhật Bản. Tính đến ngày 1 tháng 10 năm 2020, dân số ước tính của quận là 217.040 người và mật độ dân số là 2.900 người/km2. Tổng diện tích của quận là 75,10 km2.

## Giao thông

### Đường sắt
- JR Hokkaidō
  - Tuyến Hakodate chính: Hassamu - Hassamu-Chūō - Kotoni
  - Tuyến Sasshō: Ga Hachiken
- Tàu điện ngầm đô thị Sapporo
  - Tuyến Tōzai: Miyanosawa - Hassamu-Minami - Kotoni - Nijūyon-Ken